# ۹۱۹ (میلادی)
۹۱۹ (میلادی) نهصد  و نوزدهمین سال تقویم میلادی است.

## درگذشتگان
‎